# Hemithyrsocera suspecta
Hemithyrsocera suspecta är en kackerlacksart som beskrevs av Bolivar 1897. Hemithyrsocera suspecta ingår i släktet Hemithyrsocera och familjen småkackerlackor. Inga underarter finns listade i Catalogue of Life.